# ヴォリ
ヴォリ（Vory、本名：タボリス・ジャヴォン・ホリンズ・ジュニア、Tavoris Javon Hollins Jr.、1997年8月17日 - ）は、アメリカ合衆国のラッパー、歌手、ソングライター。
ザ・カーターズの『エブリシング・イズ・ラブ』への参加でグラミー賞を受賞し、2018年にEP『ラッキー・ミー』、2019年にシングル「ユー・ガット・イット」など複数のソロ・プロジェクトを発表している。カニエ・ウェストのアルバム『ドンダ』への参加でさらに知名度を上げ、2021年にはグラミー賞にノミネートされた。現在、キャピトル・レコード、エレクトリック・フィール・エンターテインメント、ミーク・ミルのドリーム・チェイサーズ・レコードと契約している。

## 生い立ち
テキサス州ヒューストンで生まれ育った。16歳のときに父親と暮らすためにケンタッキー州ルイビルに移り住む。そこで、ルイビル出身の歌手・ブライソン・ティラーと出会い、コラボレーションを始める。当初は、ルイビルを拠点とするレコードレーベル、FPRミュージック・グループ、デリック・ワシントン、ショーン・ボーエンス、ラターシャ・ハリソンと契約していた。

## 経歴
2015年、ヴォリは旧芸名のキング・ヴォリ（King Vory）としてブライソン・ティラーの曲「ブレイク・ブレッド」にフィーチャーされ、初めて音楽業界から注目を浴びた。また、ティラーの「ドント」を共同作曲し、Billboard Hot 100で13位を記録した。
2016年、ヴォリは単独で楽曲の公開を始め、「オーバードーズ」とブルをフィーチャーしダン・ディールがプロデュースした「マイ・ライフ・ア・ムービー」などを公開した。同年7月にFPRミュージック・グループからデビューミックステープ『オーバードーズ』を公開した。
2018年には、ドレイクが5枚目のスタジオアルバム『スコーピオン』に収録した「モブ・タイズ」など多数の楽曲で作曲クレジットを獲得した。ザ・カーターズのコラボアルバム『エブリシング・イズ・ラブ』に収録した「フレンズ」への参加で、同アルバムでグラミー賞を受賞した。
2019年3月22日、リッチ・ザ・キッドの2枚目のスタジオアルバム『ザ・ワールド・イズ・ヨーズ 2』に収録した曲「リング・リング」を共同作曲し、フィーチャーされた。同日、ヴォリはシングル「ユー・ガット・イット」を公開した。
2020年6月、ミーク・ミルのドリーム・チェイサーズ・レコードと契約し、EP『ヴォリ』を公開した。
ヴォリは、カニエ・ウェストの10枚目のスタジオアルバム『ドンダ』に参加し、「ゴッド・ブリーズド」、「ジョナ、ノー・チャイルド・レフト・ビハインド」の楽曲に参加した。
2022年6月、カニエ・ウェストなどをフィーチャーするデビューアルバム『ロスト・ソウルズ』を公開した。

## ディスコグラフィー

### スタジオアルバム
- ロスト・ソウルズ（2022年）